# Ostrowy (Zendek)
Ostrowy – część wsi Zendek położona w województwie śląskim, w powiecie tarnogórskim, w gminie Ożarowice.
W latach 1975–1998 miejscowość administracyjnie należała do województwa katowickiego.

## Komunikacja
Na terenie Ostrów znajdują się trzy przystanki autobusowe Zarządu Transportu Metropolitalnego: Zendek VI, Zendek VII nż oraz Zendek Rozwidlenie. Zatrzymują się na nich autobusy linii:
- 179 (Tarnowskie Góry Dworzec – Siedliska),
- 625 (Mierzęcice Magazyny – Zendek Szkoła – Będzin Kościuszki),
- 646 (Sadowie Daleka – Tąpkowice Szkoła),
- 717 (Tąpkowice Szkoła – Zendek Rozwidlenie).